# Segnali di umana presenza
Segnali di umana presenza è un album discografico del cantante italiano Nino Buonocore, pubblicato nel 2013 dalla Hydra Music. Il disco, segna il ritorno di Nino con un album di inediti, dopo nove anni (Libero passeggero del 2004). Il primo singolo, in uscita in contemporanea il 4 giugno 2013, è "Il lessico del cuore"

## Tracce
1. Millenovecento73
2. L'uomo nuovo
3. Tienimi stretto
4. L'amore che non vedi
5. Il lessico del cuore
6. D'ora in poi
7. Tutto un altro film
8. La stessa
9. Passeggiando (con me)
10. Quello che immaginavi
11. Serena
12. Un amore qualunque

## Formazione
- Nino Buonocore - voce, chitarra, percussioni
- Nico Di Battista - chitarra
- Rosario Jermano - percussioni
- Antonio De Luise - basso, contrabbasso
- Vittorio Riva - batteria
- Antonio Fresa - pianoforte
- Armand Priftuli - violino
- Gianluca Falasca - violino
- Pino Navelli - viola
- Stefano Jorio - violoncello
- Mauro Fagiani - violoncello
- Pericle Odierna - flauto, tromba, trombone, sax, clarino
- Gianfranco Campagnoli - tromba, flicorno
- Franco Izzo - trombone
- Pasquale Bardaro - vibrafono
- Annalisa Madonna - cori
- Nadia Buonocore - cori
- Rosanna Murolo - cori
- Luigi Scialdone - cori